# 100 mètres féminin aux championnats du monde d'athlétisme 1997
Navigation
Göteborg 1995 Séville 1999
L'épreuve du 100 mètres féminin des championnats du monde d'athlétisme 1997 s'est déroulée les 2 et 3 août 1997 au Stade olympique d'Athènes, en Grèce. Elle est remportée par l'Américaine Marion Jones dans le temps de 10 s 83.
La finale connaît un faux-départ, mais Merlene Ottey ne s'en aperçoit qu'au bout de 50 mètres de course, ce qui explique sa modeste septième place. Marion Jones, dont c'est la première apparition dans un championnat majeur en catégorie senior, établit un record personnel de 10 s 83. Elle succède ainsi à sa compatriote Gwen Torrence, laquelle a décliné l'invitation à défendre son titre. Jones bat de 2 centièmes Zhanna Pintusevich qui améliore le record d'Ukraine, et, croyant avoir gagné, entame un tour d'honneur, avant de s'effondrer sur la piste après l'annonce des résultats officiels.

## Résultats

### Finale
| Rang               | Athlète            | Pays       | Temps   | Réaction | Notes  |
| ------------------ | ------------------ | ---------- | ------- | -------- | ------ |
| Médaille d'or      | Marion Jones       | États-Unis | 10 s 83 | 0 s 160  | WL, PB |
| Médaille d'argent  | Zhanna Pintusevich | Ukraine    | 10 s 85 | 0 s 130  | NR     |
| Médaille de bronze | Sevatheda Fynes    | Bahamas    | 11 s 03 | 0 s 184  | PB     |
| 4                  | Christine Arron    | France     | 11 s 05 | 0 s 165  |        |
| 5                  | Inger Miller       | États-Unis | 11 s 18 | 0 s 117  |        |
| 6                  | Melanie Paschke    | Allemagne  | 11 s 19 | 0 s 138  |        |
| 7                  | Merlene Ottey      | Jamaïque   | 11 s 29 | 0 s 139  |        |
| 8                  | Chryste Gaines     | États-Unis | 11 s 32 | 0 s 143  |        |

### Demi-finales
| Rang | Athlète            | Pays       | Temps   | Notes |
| ---- | ------------------ | ---------- | ------- | ----- |
| 1    | Zhanna Pintusevich | Ukraine    | 11 s 10 |       |
| 2    | Christine Arron    | France     | 11 s 13 |       |
| 3    | Melanie Paschke    | Allemagne  | 11 s 34 |       |
| 4    | Chryste Gaines     | États-Unis | 11 s 35 |       |
| 5    | Natalya Voronova   | Russie     | 11 s 35 |       |
| 6    | Eldece Clarke      | Bahamas    | 11 s 41 |       |
| 7    | Chioma Ajunwa      | Nigeria    | 11 s 41 |       |
| 8    | Frédérique Bangué  | France     | 11 s 44 |       |

| Rang | Athlète                  | Pays       | Temps   | Notes |
| ---- | ------------------------ | ---------- | ------- | ----- |
| 1    | Marion Jones             | États-Unis | 10 s 94 |       |
| 2    | Merlene Ottey            | Jamaïque   | 11 s 08 |       |
| 3    | Sevatheda Fynes          | Bahamas    | 11 s 11 |       |
| 4    | Inger Miller             | États-Unis | 11 s 17 |       |
| 5    | Ekateríni Thánou         | Grèce      | 11 s 34 |       |
| 6    | Melinda Gainsford-Taylor | Australie  | 11 s 35 |       |
| 7    | Debbie Ferguson          | Bahamas    | 11 s 39 |       |
| 8    | Andrea Philipp           | Allemagne  | 11 s 40 |       |

## Légende
Records et Performances
- AR : Record continental (area record)
- CR : Record des championnats (championship record)
- MR : Record du meeting (meet record)
- NR : Record national (national record)
- OR : Record olympique (olympic record)
- PR : Record paralympique (paralympic record)
- PB : Record personnel (personal best)
- SB : Meilleure performance personnelle de la saison (season's best)
- WL : Meilleure performance mondiale de l'année (world leader)
- WJR : Record du monde junior (world junior record)
- WR : Record du monde (world record)

Circonstances et Conditions
- DNF : N'a pas terminé (did not finish)
- DNS : N'a pas pris le départ (did not start)
- DQ : Disqualification (disqualification)
- NM : Aucun essai valable enregistré (No Mark)
- Q : Qualifié « directement » au prochain tour (ou à la prochaine compétition), lors d'une compétition majeure, grâce au classement ou à la réalisation des minima (automatic qualifier)
- q : Qualifié au prochain tour (ou à la prochaine compétition), lors d'une compétition majeure, grâce au repêchage ou à la réalisation de l'une des meilleures performances parmi celles des « non qualifiés directement » (grâce au meilleur temps ou à la meilleure distance par exemple) (secondary qualifier)